# Matisare (genetică)
Matisarea numit în română și episajul, splicingul (în engleză splicing, în franceză épissage) este procesul de maturare a ARN-ului premesager realizat intranuclear prin care intronii transcriși în moleculele de pre-ARNm sunt excizați și eliminați, în timp ce exonii sunt reuniți, rezultând moleculele de ARNm matur. 
Genele sunt formate din secvențe codante numite exoni a căror informație se va regăsi în proteine, separate prin zone necodante numite introni. După transcrierea întregii gene, intronii sunt eliminați prin acțiunea unui complex multiproteic numit  spliceozom iar exonii sunt uniți, formând o moleculă de ARNm matur funcțional. Molecula de ARNm matur va fi exportată în afara nucleului și va servi, la nivelul ribozomilor, de matriță pentru sinteza proteinei.
Numărul intronilor și exonilor este variabil de la o genă la alta: există gene monoexonice, cum sunt gene ce codifică histonele, dar și gene care au peste cincizeci de exoni.